# Clinique de la Baie des Citrons
La clinique de la Baie des Citrons était un établissement hospitalier privé de Nouméa en Nouvelle-Calédonie. Elle tirait son nom du fait qu'elle se trouvait aux abords de la Baie des Citrons, au sud-ouest de la presqu'île nouméenne. Elle a été fondée en 1987 dans les bâtiments d'un ancien hôtel par un groupement de médecins et disposait d'une capacité de 62 lits fin 2004 puis de 53 en 2010. 
En 2011, un projet de regroupement avec la clinique Magnin et la polyclinique de l'Anse-Vata est entériné par le gouvernement de la Nouvelle-Calédonie. Les locaux de cette nouvelle clinique sont construits sur la presqu’île de Nouville et l'établissement hospitalier, baptisé clinique Kuindo-Magnin, ouvre ses portes le 25 septembre 2018. Le 27 septembre de cette même année, le bloc opératoire de la clinique de la Baie des Citrons ferme définitivement ses portes.